# Megahippus
Megahippus var en av de forntida stamfäderna till den moderna hästen och en undergrupp till Merychippus som utvecklades för cirka 13,6 miljoner år sedan. Megahippus var cirka 1 meter i mankhöjd och levde på grässtäpperna i Nordamerika.
Fossil av släktet hittades i USA i delstaterna Kalifornien, Colorado, Florida, Montana, Nebraska, Nevada och New Mexico. Släktet dog ut för cirka 10 miljoner år sedan.
På grund av den smala nosen antas att arterna var beroende av buskar och träd som fanns kvar i regionen. De åt antagligen unga blad och frukter istället för gräs. Även framtänderna som bildar ett tydligt U och kindtänder med låga kronor indikerar blad som föda. Arterna nådde uppskattningsvis en vikt av 265 kg.